# UBR1
O gene humano UBR1 codifica a enzima ubiquitin-protein ligase E3 component n-recognin 1.
A via da regra N-terminal é uma via proteolítica do sistema da ubiquitina. O componente de reconhecimento desta via, codificado por este gene, faz ligacao a um resíduo desestabilizado de uma proteina substrato e participa na formação de uma cadeia ligada ao substrato de multiubiquitina. Isto leva a eventual degradação da proteína substrato. A proteína descrita nesta ficha tem um dedo de zinco do tipo RING e um dedo de zinco do tipo UBR. Mutações neste gene têm sido associadas ao síndrome de Johanson-Blizzard.